# Andre Phillips
Andre Phillips, född den 5 september 1959, är en amerikansk före detta friidrottare som tävlade under 1980-talet på 400 meter häck.
Phillips var med vid det första världsmästerskapet i friidrott 1983 där han slutade på femte plats. Vid OS 1984 kvalificerade han sig inte till det amerikanska laget på 400 meter häck.
Vid OS 1988 i Seoul hade Phillips den snabbaste tiden i kvalet och den näst snabbaste i semifinalen. I finalen var landsmännen Edwin Moses (som Phillips aldrig slagit) och Kevin Young storfavoriter. Men Phillips gjorde sitt livs lopp och vann på det nya personliga rekordet 47,19. Tiden gör honom till den femte snabbaste någonsin på distansen.
Efter karriären arbetade Phillips som lärare.